# Yanhe (sockenhuvudort i Kina, Jilin Sheng, lat 45,12, long 126,92)
Yanhe (kinesiska: 延和, 延和朝鲜族乡) är en sockenhuvudort i Kina. Den ligger i provinsen Jilin, i den nordöstra delen av landet, omkring 190 kilometer nordost om provinshuvudstaden Changchun. Antalet invånare är 1 851. Befolkningen består av 943 kvinnor och 908 män. Barn under 15 år utgör 5,0 %, vuxna 15-64 år 83 %, och äldre över 65 år 11,0 %.
Runt Yanhe är det tätbefolkat, med 266 invånare per kvadratkilometer. Närmaste större samhälle är Qingshan, 3,4 km sydväst om Yanhe. Trakten runt Yanhe består till största delen av jordbruksmark.
Genomsnittlig årsnederbörd är 794 millimeter. Den regnigaste månaden är juli, med i genomsnitt 166 mm nederbörd, och den torraste är januari, med 6 mm nederbörd.